# Sphaerostylis
Sphaerostylis är ett släkte av törelväxter. Sphaerostylis ingår i familjen törelväxter.
Kladogram enligt Catalogue of Life:
| Sphaerostylis | \| \| Sphaerostylis perrieri \| \| \| \| \| \| Sphaerostylis tulasneana \| \| \| \| |
|               | \| \| Sphaerostylis perrieri \| \| \| \| \| \| Sphaerostylis tulasneana \| \| \| \| |
|               | Sphaerostylis perrieri                                                              |
|               |                                                                                     |
|               | Sphaerostylis tulasneana                                                            |
|               |                                                                                     |